# مادر (مجموعه تلویزیونی کره جنوبی)
مادر (کره‌ای: 마더) یک مجموعهٔ تلویزیونی کره جنوبی سال ۲۰۱۸ با بازی لی بو یونگ، هو یول، لی هه یونگ، نام گی ئه و کو سونگ-هی است. مادر از ۲۴ ژانکیه تا ۱۵ مارس ۲۰۱۸، روزهای چهارشنبه و پنجشنبه ساعت ۲۱:۳۰ (کی‌اس‌تی) از تی‌وی‌ان برای ۱۶ قسمت پخش شد.